# Gonocephalus sophiae
Gonocephalus sophiae är en ödleart som beskrevs av  Gray 1845. Gonocephalus sophiae ingår i släktet Gonocephalus och familjen agamer. IUCN kategoriserar arten globalt som otillräckligt studerad. Inga underarter finns listade i Catalogue of Life.